# Andrij Sachnewicz
Andrij Wołodymyrowycz Sachnewicz, ukr. Андрій Володимирович Сахневич (ur. 17 kwietnia 1989 w Żytomierzu) – ukraiński piłkarz, grający na pozycji pomocnika.

## Kariera piłkarska

### Kariera klubowa
Wychowanek DJuFK "Krosza" w Żytomierzu. Pierwszy trener - S.Jermakow. Występował w juniorskich mistrzostwach Ukrainy (DJuFL) w klubach Polissia Żytomierz i Dynamo Kijów. Karierę piłkarską rozpoczął 29 kwietnia 2006 w trzeciej drużynie Dynama Kijów, a 22 lipca 2006 rozegrał pierwszy mecz w składzie Dynamo-2 Kijów. Występował również w rezerwowej drużynie Dynama. Na początku 2011 przeszedł do FK Ołeksandrija. W lutym 2013 podpisał 2-letni kontrakt z Metałurhiem Zaporoże. 2 stycznia 2015 opuścił zaporoski klub. W latach 2015–2016 bronił barw rosyjskiego klubu KAMAZ Nabierieżnyje Czełny. 21 lutego 2017 zasilił skład klubu Hirnyk-Sport Horiszni Pławni. W lipcu 2017 przeszedł do Kołosu Kowaliwka. 10 stycznia 2020 opuścił Kołos.

### Kariera reprezentacyjna
Występował w juniorskiej U-17, U-19 oraz młodzieżowej reprezentacji Ukrainy.